# Liste des présidents de la république d'Angola
Pour un article plus général, voir Président de la république d'Angola.
Le tableau ci-dessous dresse la liste des présidents de la république d'Angola depuis son indépendance du Portugal déclarée en 1975.

## Liste des titulaires
| No                                             | Portrait                                       | Titulaire                                      | Élection                                       | Mandat                                         | Mandat                                         | Mandat                                         | Parti politique                                | Parti politique                                |
| No                                             | Portrait                                       | Titulaire                                      | Élection                                       | Début                                          | Fin                                            | Durée                                          | Parti politique                                | Parti politique                                |
| République populaire d'Angola (de 1975 à 1992) | République populaire d'Angola (de 1975 à 1992) | République populaire d'Angola (de 1975 à 1992) | République populaire d'Angola (de 1975 à 1992) | République populaire d'Angola (de 1975 à 1992) | République populaire d'Angola (de 1975 à 1992) | République populaire d'Angola (de 1975 à 1992) | République populaire d'Angola (de 1975 à 1992) | République populaire d'Angola (de 1975 à 1992) |
| ---------------------------------------------- | ---------------------------------------------- | ---------------------------------------------- | ---------------------------------------------- | ---------------------------------------------- | ---------------------------------------------- | ---------------------------------------------- | ---------------------------------------------- | ---------------------------------------------- |
| 1                                              | Agostinho Neto                                 | Agostinho Neto (1922–1979)                     | —                                              | 11 novembre 1975                               | 10 septembre 1979 (mort en fonction)           | 3 ans, 9 mois et 30 jours                      |                                                | MPLA                                           |
| —                                              | Lúcio Lara                                     | Lúcio Lara (1929–2016)                         | intérim                                        | 11 septembre 1979                              | 20 septembre 1979                              | 9 jours                                        |                                                | MPLA                                           |
| 2                                              | José Eduardo dos Santos                        | José Eduardo dos Santos (1942-2022)            | 1979 1986                                      | 21 septembre 1979                              | 30 septembre 1992                              | 13 ans et 9 jours                              |                                                | MPLA                                           |
| République d'Angola (depuis 1992)              |                                                |                                                |                                                |                                                |                                                |                                                |                                                |                                                |
| (2)                                            | José Eduardo dos Santos                        | José Eduardo dos Santos (1942-2022)            | 1992 2012                                      | 30 septembre 1992                              | 25 septembre 2017                              | 24 ans, 11 mois et 26 jours                    |                                                | MPLA                                           |
| 3                                              | João Lourenço                                  | João Lourenço (né en 1954)                     | 2017 2022                                      | 26 septembre 2017                              | en cours                                       | 7 ans, 6 mois et 19 jours                      |                                                | MPLA                                           |